# Нелей (син Кодра)
Нелей (дав.-гр. Νηλεύς) — напівлегендарний засновник царської династії, що правила у давньогрецькому місті Мілет з XI до VII ст. до н. е.
За легендою був сином афінського царя Кодра. Програв суперечку за владу своєму брату Медонту і тому став на чолі іонійців, які вирішили переселитися за море.
Першою зупинкою під час експедиції був Наксос, проте на цьому острові залишилася лише частина переселенців (за пізнішим переказом — ті, хто був заплямований кров'ю, для виявлення таких Нелей навіть змушений був взяти на себе вбивство якогось хлопчика). Місце для поселення на анатолійському узбережжі Нелей обрав за допомогою місцевого роду Бранхідів, які запропонували йому «землю і воду». Переселенці захопили карійське місто Мілет, перебили місцевих чоловіків і взяли у дружини мілетських жінок.
Пароська хроніка приписує Нелею заснування усіх іонійських міст, а також заснування Іонійського союзу, проте на думку більшості сучасних дослідників союз був утворений принаймні на кілька століть пізніше.
Нелей був похований у Дідімах.